# Seznam italských králů

Znak Italského království používaný kolem roku 1890

Seznam italských králů zahrnuje italské panovníky, kteří byli uznáni jako italští králové nebo vládli takovému území, aby za ně mohli být považováni. Seznam tedy zahrnuje langobardské krále, které následovali Karlovci. Následně jsou v seznamu panovníci středověkého italského království, italského království, které bylo součásti Svaté říše římské a novověkého italského království pod vládou Napoleona Bonaparte. Odoakerovo království a panovníci ostrogótského království v seznamu nejsou zahrnutí.

## Langobardské království (568–814)
Langobardské království byl historický státní útvar. Germánský kmen Langobardů pocházel ze severu Evropy, odkud se v době stěhování národů podél řeky Labe vydal na jih. V průběhu 5. století se přesunul přes území Čech a Moravy na území zaniklé provincie Panonie a na počátku 6. století obsadili sever Itálie, kde skončila vláda Ostrogótů porážkou Teiase v bitvě u Mons Lactarius. V té době Langobardům vládl král Alboin, kterého po pěti letech vlády na novém území zavraždila jeho manželka Rosamunda. Alboinův nástupce Cleph vládl následující dva roky a po něm nastalo bezvládí takzvaná Vláda vévodů či desetileté interregnum. Následující král Authari vládl 16 roků. Nejdéle vládnoucím langobardským králem byl Liutprand. Za jeho vlády se království rozrostlo o Neapolsko, které roku 728 dobyl vítězstvím nad byzantským císařem Leonem III. Po jeho smrti byl dalším významným vládcem král Ratchis a Aistulf. Ten byl ke konci svého života přinucen byzantským císařem Konstantinem V. vydat papežovi Štěpánovi II. území kolem Říma. Po Aistulfovi vládl jeho syn Desiderius, který byl posledním Langobardem na trůně. V roce 774 bylo langobardské království dobyto franským králem Karlem Velikým, čímž se stal i králem langobardského území. Vládu převzala dynastie Karlovců.
- Alboin (565–572)
- Cleph (572–574)

Vláda vévodů – (desetileté interregnum)
- Authari (584–590) – syn Clepha
- Agilulf (591–c. 616) – bratranec Authariho
- Adaloald (asi 616– asi 626)
- Arioald (asi 626–636)
- Rothari (636–652)
- Rodoald (652–653)

### Bavorská dynastie
- Aripert I. (653–661)
- Perctarit a Godepert (661–662)
- Grimoald (662–671)
- Garibald (671)
- Perctarit (671–688)
- Alahis (688–689)
- Cunipert (688–700)
- Liutpert (700–701)
- Raginpert (701)
- Aripert II. (701–712)

### Nedynastičtí panovníci
- Ansprand (712)
- Liutprand (712–744)
- Hildeprand (744)
- Ratchis (744–749)
- Aistulf (749–756)
- Desiderius (756–774)

## Středověké italské království (814–964)
Středověké italské království je historický státní útvar vytvořený Karlem Velikým po dobytí království Langobardů. Karel Veliký se nechal korunovat langobardskou železnou korunou, ale území nechal spravovat svým synem Pipinem, kterého jmenoval spoluvládcem. Království zahrnovalo většinu Apeninského poloostrova (Benevento přijalo lenní svazky). Výjimku tvořil Papežský stát, včetně Romagne a Pentapole, dále Benátsko a jih poloostrova, který ovládala Byzantská říše. Po dělení Franské říše roku 843 bylo Italské království součástí středního údělu, které po roce 880 ovládl Karel III. Tlustý.
- Karel Veliký (774-814)
- Pipin Italský (781–811), spoluvládce
- Bernard Italský (814–817) od 813 spoluvládce
- Ludvík I. Pobožný (817–840)
- Lothar I. Franský (840–855) od 818 spoluvládce
- Ludvík II. (855–875) od 840 spoluvládce
- Karel II. Holý (875–876)
- Karloman Východofranský (876–880)
- Karel III. Tlustý (879–887) (konec dynastie Karlovců)
- Berengar I. (888–924) od 916 císař
- Arnulf Korutanský (894–896) vzdorocísař, korunován v roce 896
- Guy ze Spoleta (889–894) vévoda ze Spoleta, v roce 891 korunován císařem
- Lambert ze Spoleta (894–897) vévoda ze Spoleta v roce 892 korunován spolucísařem, od 896 vzdorocísařem
- Ludvík Slepý (900–905) korunován v roce 901 císařem
- Rudolf II. Burgundský (922–934) vzdorokrál
- Hugo I. Italský (926–945)
- Eberhart Bavorský (926–931)
- Lothar II. Italský (945–950) od 931 spoluvládce
- Berengar II. Italský (945–964)
- Adalbert II. Ivrejský (950–964) spoluvládce

## Svatá říše římská (964–1556)
Italské království značně mocensky osláblo a za výbojů Ottonů v důsledku toho přijalo lenní vztah k římsko-německé říši, zároveň došlo i k odtržení Furlanska. Oslabení centrální moci vedlo k růstu odstředivých tendencí jednotlivých částí, resp. k posílení cizího vlivu (papežů v Toskánsku, odtržení Spoleta atd.). Oslabení moci císaře (a v důsledku toho i lenního vztahu k římsko-německé řiši) a vyčerpávající zápas mezi ghibeliny a guelfy vedly k osamostatnění jednotlivých měst zejména na severu Itálie (Lombardská liga, Verona atd.), což znamenalo faktický zánik Italského království jako správního celku. Titul italského krále se však užíval i nadále a budoucí císaři se v Pavii nechali korunovat italskými králi.
- Ota I. Veliký (962–973)
- Ota II. (980–983)
- Ota III. (996–1002)
- Arduin I. (1002–1014)
- Jindřich II. (1004–1024)
- Konrád II. Sálský (1026–1039)
- Jindřich III. Černý (1039–1056)
- Jindřich IV. (1056–1105)
- Konrád Francký (1093–1101)
- Jindřich V. Sálský (1106–1125)
- Lothar III. (1125–1137)
- Konrád III. (1138–1152)
- Fridrich I. Barbarossa (1154–1186)
- Jindřich VI. Štaufský (1186–1197)
- Ota IV. Brunšvický (1209–1212)
- Fridrich II. Štaufský (1212–1250)
- Jindřich VII. Lucemburský (1311–1313)
- Ludvík IV. Bavor (1327–1347)
- Karel IV. (1355–1378)
- Zikmund Lucemburský (1431–1437)
- Fridrich III. Habsburský (1452–1493)
- Karel V. (1530–1556)

Karel V. byl posledním císařem, který byl korunován italským králem nebo oficiálně používal tento titul. Ferdinand I. Habsburský a jeho dědicové sice z titulu římsko-německého císaře užívali titul král Itálie, ale nebyli nikdy korunováni. Od vestfálského míru (1648) bylo Italské království součástí římsko-německé říše pouze formálně. A to v podobě královského titulu italského krále, který byl udělován římsko-německým císařům. Existoval ještě úřad arci-kancléře pro Itálií, který zastával biskup kolínský. Posledním italským králem byl František II., který se titulu krále roku 1801 vzdal. Habsburští císaři si nárokovali italskou korunu až do roku 1801. Svatá říše římská nadále zahrnovala italská území až do svého zániku v roce 1806.

## Napoleonovské italské království (1807–1814)
Královský titul byl obnoven roku 1805, kdy Napoleon Bonaparte založil nové italské království a sebe jmenoval králem.

### Bonapartové
| jméno              | obrázek                     | život     | období vlády | rodiče                             | poznámky                         |
| ------------------ | --------------------------- | --------- | ------------ | ---------------------------------- | -------------------------------- |
| Napoleon Bonaparte | Portrét Napoleona Bonaparta | 1769–1821 | 1805–1814    | Carlo Buonaparte Laetitia Ramolino | také císař Francouzů (1804–1814) |

## Moderní italské království (1861–1946)

### Savojská dynastie(Savojsko-Carignanská)
Do roku 1861 dnešní Itálii tvořilo mnoho menších samostatných státních útvarů a zároveň byla větší část Itálie součástí Svaté říše římské. Království po sjednocení Itálie vydrželo 85 let. Prvním italským králem se stal Viktor Emanuel II., původně král sardinský. Sardinie byla tehdy mezi italskými státy dominantní.
| jméno               | obrázek                       | život     | období vlády                   | rodiče                                        | poznámky                                                            |
| ------------------- | ----------------------------- | --------- | ------------------------------ | --------------------------------------------- | ------------------------------------------------------------------- |
| Viktor Emanuel II.  | Portrét Viktora Emanuela II.  | 1820–1878 | 1861–1878                      | Karel Albert Sardinský Marie Tereza Toskánská | do roku 1861 král Sardinie a vévoda savojský                        |
| Umberto I.          | Portrét Umberta I.            | 1844–1900 | 1878–1900                      | Viktor Emanuel II. Adéla Habsbursko-Lotrinská | byl zavražděn atentátníkem                                          |
| Viktor Emanuel III. | Portrét Viktora Emanuela III. | 1869–1947 | 1900–9. květen 1946            | Umberto I. Markéta Savojská                   | v letech 1922–1943 fašistická diktatura, abdikoval ve prospěch syna |
| Umberto II.         | Portrét Umberta II.           | 1904–1983 | 9. květen 1946–12. červen 1946 | Viktor Emanuel III. Elena Černohorská         | sesazen po republikánském referendu                                 |

#### Pretendenti trůnu po roce 1946
| jméno                     | obrázek             | život        | období vlády         | rodiče                                 | poznámky                            |
| ------------------------- | ------------------- | ------------ | -------------------- | -------------------------------------- | ----------------------------------- |
| Umberto II.               | Portrét Umberta II. | 1904–1983    | 12. červen 1946–1983 | Viktor Emanuel III. Elena Černohorská  | sesazen po republikánském referendu |
| Viktor Emanuel (IV.)      |                     | 1937-2024    | 1983-2024            | Umberto II. Marie Josefa Belgická      |                                     |
| Emanuel Filibert Savojský |                     | narozen 1972 | od 2024              | Viktor Emanuel Savojský Marina Doriová |                                     |